# Школьнікова Неллі Юхимівна
Неллі Юхимівна Школьнікова (нар. 8 липня 1928 року, Золотоноша, Київська область, Українська РСР — пом. 2 лютого 2010, Мельбурн, Австралія) — радянсько-американська скрипалька і музична педагогиня. Заслужена артистка РРФСР (1977).

## Біографія
Неллі Школьнікова закінчила Московську консерваторію. Вона учениця Юрія Янкелевича. У 1953 році посіла перше місце на Міжнародному конкурсі імені Маргарити Лонг та Жака Тібо в Парижі, після чого багато гастролювала світом — зокрема, зробила три поїздки до США, включаючи концерт в Лінкольн-центрі з Філадельфійським оркестром під керуванням Юджина Орманді.
З 1948 по 1954 рік працювала в оркестрі МХАТ імені М. Горького.
А з 1976 по 1982 рік Школьнікова викладала у ДМПІ імені Гнесіних (нині Російська академія музики імені Гнесіних).
У 1977 році Школьніковій присвоєно почесне звання Заслуженої артистка РРФСР.
У 1970 році на міжнародні виступи Неллі Школьникової було накладено заборону, і тільки в 1982 році їй дозволено виїхати на концерт до Західного Берліну, звідки мисткиня не повернулася. Протягом п'яти років вона викладала в Мельбурні, а в 1987 р., за пропозицією Айзека Стерна і Ростислава Дубинського, була запрошена до школу музики Індіанського університету, де пропрацювала майже два десятиліття. У 2006 році Школьникова повернулася до Австралії, де працювала почесною професоркою Мельбурнського університету.